# Crniš
Crniš (cyr. Црниш) – wieś w Czarnogórze, w gminie Bijelo Polje. W 2011 roku liczyła 58 mieszkańców.